# Chiastocheta macropyga
Chiastocheta macropyga är en tvåvingeart som beskrevs av Willi Hennig 1953. Chiastocheta macropyga ingår i släktet Chiastocheta och familjen blomsterflugor. Arten är reproducerande i Sverige. Inga underarter finns listade i Catalogue of Life.